# Il dettato
Il dettato è un dipinto del 1891 del pittore piemontese Demetrio Cosola. Si tratta di un pastello su tavola di grandi dimensioni, 185x95 cm, ed è conservato alla Galleria civica d'arte moderna e contemporanea di Torino.

## Descrizione
Similmente ad un'altra nota opera di Cosola, La vaccinazione nelle campagne, il quadro illustra l'incontro tra l'infanzia e le istituzioni del recente stato unitario: in questo caso con la scuola, nel caso de La vaccinazione la sanità.
Il dipinto raffigura una giovane maestra, in piedi accanto alla carta geografica dell'Italia unita, mentre osserva le sue scolare eseguire la prova di dettato. Il punto di vista dell'artista è non soltanto esterno, ma sopraelevato, in modo da aumentare l'oggettività della descrizione, nei canoni della pittura verista di cui Cosola era esponente. La stessa scelta dell'uso del pastello, altra caratteristica comune a La vaccinazione, consente all'artista di conferire immediatezza alla scena.
A livello simbolico, la presenza di un'insegnante (e non di un sacerdote) rappresenta la laicizzazione dell'istruzione post-unitaria; ma il dipinto è emblematico anche perché simboleggia l'accesso delle donne all'istruzione, sia come docenti che come allieve.

## Altre versioni

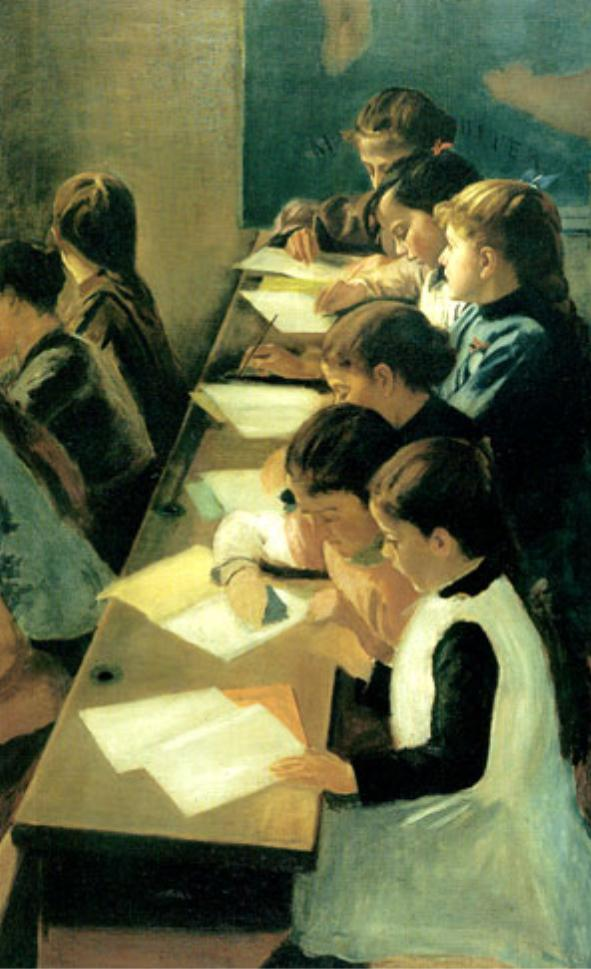
La versione del 1890, senza maestra

Del dipinto Cosola ha realizzato altre due versioni, entrambe olio su tela: la prima, datata 1890, non vede la presenza della maestra; la seconda, intitolata All'asilo, vede al posto della maestra una suora.